# 咖啡之約
《咖啡之約》，英語：），改篇自許英萬漫畫《喝杯許永萬的咖啡嗎？》，2021年10月24日起於KakaoTV播出，講述了僅憑著熱情進入了咖啡世界的新人咖啡師康戈壁，向咖啡名人朴碩拜師學藝的故事。
KakaoTV每週四、日 17:00（KST）發布新一集。

## 演員陣容

### 主要人物
| 演員   | 角色   | 介紹 |
| 邕聖祐 | 康戈壁 | 26歲，新手咖啡師。原本是位平凡的公職志願生，偶然喝了一杯由朴碩製作的咖啡，喚醒了想成為咖啡師的夢想，成了人生轉捩點。其後跟朴碩學習咖啡與待人接物的正確態度 |
| 朴浩山 | 朴碩   | 48歲，「二代咖啡」的社長，無論對咖啡或是對人都保持著從一而終的真摯態度，是姜高飛的師父，亦是指點人生的重要前輩                                             |
| 徐令姬 | 金朱熙 | 42歲，「二代咖啡」的熟客，朴碩的戀人，雖然是音樂專欄作家，但由於對咖啡的研究不輸給朴碩，所以對「二代咖啡」帶來不少幫助                                     |

### 周邊人物
| 演員   | 角色     | 介紹                                                                                 |
| 金藝恩 | 安美娜   | 31歲，「二代咖啡」的熟客，店內畫作都出自於她                                         |
| 秋藝珍 | 張佳媛   | 19歲高三學生，「二代咖啡」的熟客，夢想成為麵包師，常常與其他客人分享自製的麵包或餅乾 |
| 宋在龍 | 焦伊赫特 | 以毒舌聞名的部落格咖啡評論家                                                         |
| 金律豪 | 嚴尚浩   | 朴碩的咖啡師後輩，亦是「맷카페」的代表                                               |

## 各集列表
| 集數 | 標題                                         | 首播日期   |
| ---- | -------------------------------------------- | ---------- |
| 1    | God Shot                                     | 2021/10/24 |
| 2    | 고비,고비?고비! （戈壁，難關？難關！）       | 2021/10/28 |
| 3    | 카페 볼드모트 （咖啡店佛地魔）               | 2021/10/31 |
| 4    | 절대적이지만 상대적인 （絕對的，也是相對的） | 2021/11/04 |
| 5    | 나를 잊지마세요 （不要忘記我）               | 2021/11/07 |
| 6    | 웨이터 （Waiter）                            | 2021/11/11 |
| 7    | 믹스앤매치 （Mix and Match）                 | 2021/11/14 |
| 8    | 힙스터 （Hipster）                           | 2021/11/18 |
| 9    | 상대적이지만 절대적인 （相對的，也是絕對的） | 2021/11/21 |
| 10   | 새로운 물결 （新浪潮）                       | 2021/11/25 |
| 11   | 빛과 소음 （光與噪音）                       | 2021/11/28 |
| 12   | 달콤쌉싸름한 위로 （又甜又苦的安慰）         | 2021/12/02 |

## 外部連結
- KakaoTV[]